# 蘆竹湳 (臺中市)
蘆竹湳，是臺灣臺中市烏日區的一個傳統地域名稱，位於該區東北部。相較於今日行政區，其範圍大致包括前竹里東部、五光里西北部近邊界地帶中西段。

## 歷史
台灣清治末期至日治初期，蘆竹湳地區為一街庄，稱為「蘆竹湳庄」，隸屬於藍興堡。該庄北與樹仔腳庄為鄰，東邊北段與下橋仔頭庄為鄰，東邊南段及南邊為五張犁庄，西邊為頭前厝庄。
1901年（日治明治三十四年）11月，全台廢縣廳改設二十廳，該庄隸屬於臺中廳。1903年（明治三十六年）6月，該庄編入「樹仔腳區」，隸屬於臺中廳。1909年（明治四十二年）10月，合併二十廳為十二廳，該庄改編入「烏日區」，仍隸屬於臺中廳。1920年（大正九年），全台地方制度大改正，廢十二廳改設五州二廳，該庄改制為「蘆竹湳」大字，隸屬於臺中州大屯郡烏日庄。
戰後烏日庄改制為烏日鄉，隸屬於臺中縣，大字亦改制為村。1950年10月，中、彰、投分治，烏日鄉仍隸屬臺中縣。2010年12月，臺中縣市合併為直轄臺中市，烏日鄉改制為烏日區，村亦改制為里。

## 聚落
本地區有蘆竹湳聚落。

## 交通
區道中127線（光明路）是前竹至五張犁的道路，其北側端點位於本地區西北角的南區、烏日區交界處（近環中路路口）。由此向南南西蜿蜒而行，出境後可前往頭前厝東南端、五張犁並止於區道中106線路口。該線原為跨縣市道路市中13線，九張犁至前竹路段已解編為市區道路。